# Paradoxurus jerdoni
Paradoxurus jerdoni är en däggdjursart som beskrevs av Blanford 1885. Paradoxurus jerdoni ingår i släktet äkta palmmårdar och familjen viverrider. IUCN kategoriserar arten globalt som livskraftig. Artepitet i det vetenskapliga namnet hedrar fysikern Thomas Claverhill Jerdon som även var aktiv inom zoologin och botaniken.
Det svenska trivialnamnet Jerdons palmmård förekommer för arten.

## Utseende
Arten kännetecknas av en mörkbrun päls som ser lite fläckig ut på grund av ett grått band på varje hår. De individer som var kända vid den vetenskapliga beskrivningen hade en vit svansspets. I storleken liknar arten indisk palmmård.
Djuret blir 51 till 61,5 cm lång (huvud och bål), har en 44 till 50 cm lång svans och väger 2,0 till 4,3 kg. Håren på artens nacke är riktade framåt medan alla andra hår växer bakåt. Samma kännetecken finns hos Paradoxurus zeylonensis. Området kring körteln vid djurets mellangård saknar hår. Arten har i varje käkhalva 3 framtänder, 1 hörntand, 4 premolarer och 2 molarer.

## Utbredning
Detta rovdjur förekommer i bergstrakten Västra Ghats i delstaten Kerala i sydvästra Indien. Arten vistas vanligen 1000 eller fler meter över havet och vandrar ibland till dalgångar som ligger 700 meter över havet. Habitatet utgörs av fuktiga skogar.

## Ekologi
Individerna är aktiva på natten och klättrar i växtligheten. De äter främst frukter samt några små ryggradsdjur eller insekter. På grund av urbanisering i utbredningsområdet syns arten ofta i trädodlingar och nära vägar. Även blommor, frön, gräs och bivax ingår i födan. Under den torra perioden ökar köttkonsumtionen. På dagen vilar individerna i trädens håligheter, i trädkronornas täta bladansamlingar eller i bon av växtdelar som skapades av indisk jätteekorre (Ratufa indica).
När honan inte är brunstig lever varje exemplar ensam. Reviren kan överlappa lite vid kanterna. Honor föder upp till två ungar per kull.

## Underarter
Arten delas in i följande underarter:
- P. j. jerdoni
- P. j. caniscus